# Valentin Musso
Pour les articles homonymes, voir Musso.
Valentin Musso, né le 19 août 1977 à Antibes, est un écrivain français, auteur de romans policiers et de thrillers.

## Biographie

### Vie privée
Agrégé de lettres classiques, il a enseigné le français et les langues anciennes au collège Fersen, à Antibes,.
Il est le frère de Guillaume Musso, romancier, et de Julien Musso, agrégé de lettres classiques également et professeur au Centre international de Valbonne. Leur mère était directrice de la bibliothèque municipale d’Antibes, ce qui a renforcé son goût pour la lecture.

### Carrière littéraire
Il commence à écrire sous le pseudo de Valentin Fournier pour que son patronyme ne soit pas un passe-droit. Son premier roman, La Ronde des innocents, a été remarqué et défendu par le chroniqueur Gérard Collard qui a contribué à le faire connaître du grand public.
Traduits dans plusieurs langues, les livres de Valentin Musso se sont vendus en France à plus d’un million d’exemplaires. 
Dans Le Parisien, Pierre Vavasseur juge que « Valentin Musso fabrique une œuvre romanesque aux récits remarquables par leur construction, leur écriture et leur densité » et qu'il « trace son chemin en beauté dans le registre du polar ». Dans L’Express, Marianne Payot note qu’il « a imposé sa marque, mêlant intrigue et énigmes familiales ».

## Œuvres
- La Ronde des innocents, Paris, Éditions Les Nouveaux Auteurs, 2010, 365 p.  (ISBN 978-2-917144-73-2) / Points
- Les Cendres froides, Paris, Éditions Les Nouveaux Auteurs, 2011, 384 p.  (ISBN 978-2-8195-0082-7)[4] / Points
  - Prix du polar des lectrices Confidentielles, 2012
- Le Murmure de l’ogre, Éditions du Seuil, coll. « Hors collection », 2012, 427 p.  (ISBN 978-2-02-108210-4)[9] / Points
  - Prix Sang d’encre des lycéens
  - Prix du polar historique de Montmorillon
- Sans faille, Éditions du Seuil, coll. « Hors collection », 2014  (ISBN 978-2-02-114188-7) / Points
- Une vraie famille, Éditions du Seuil, coll. « Hors collection », 2015  (ISBN 978-2-02-123772-6) / Points
- La Femme à droite sur la photo, Éditions du Seuil, 2017  (ISBN 978-2-02-133313-8) / Points
- Dernier été pour Lisa, Éditions du Seuil, 2018  (ISBN 978-2-02-139011-7) / Points
- Un autre jour, Éditions du Seuil, 2019 / Points
- Qu'à jamais j'oublie, Éditions du Seuil, 2021 / Points
- L'Homme du Grand Hôtel, Éditions du Seuil, 2022 / Points
- Dans mon obscurité, Éditions du Seuil, 2023  (ISBN 978-2-02-152512-0) / Points
- Le Mystère de la maison aux trois ormes, Éditions du Seuil, 2024
- Voici demain, Éditions Julliard, 2025

### Nouvelles
- Parenthèse poétique, dans l'anthologie À peine entré dans la librairie... La Griffe noire, 30 ans. Paris : Télémaque, 06/2018, p. 213-218.  (ISBN 978-2-7533-0357-7)

### Collectif
- L’Enfance, c’est… / par 120 auteurs ; textes illustrés par Jack Koch ; préf. Aurélie Valognes. Paris : Le Livre de poche, novembre 2020.  (ISBN 978-2-253-08202-6)